# 梅原修平
梅原 修平（うめはら しゅうへい、1837年（天保8年3月） - 1910年（明治43年）1月28日）は幕末から明治時代の政治家、銀行家。貴族院多額納税者議員。別名・太郎兵衛、諱は経忠、号は王渓。

## 経歴
相模国大住郡尾尻村（南秦野村、南秦野町を経て現秦野市）の名主で醸造業を営む梅原太兵衛の子。林靏梁に漢学を、武蔵町田の小沢安斎から和学を、平戸の萩原太郎に剣術を学び、昌平坂学問所でも学んだ。邸内に道場を設け、青少年に剣術と和漢学を教えた。名主役、戸長を経て、大住、淘綾両郡の区長を務めた。ほか、南秦野村会議員、神奈川県農工銀行、共伸社各頭取を務めた。
1890年（明治23年）神奈川県多額納税者として貴族院議員に互選され、同年9月29日から1897年（明治30年）9月28日まで在任した。

## 親族
- 婿養子 梅原良（実業家、衆議院議員、小笠原東陽二男）[6]
- 二女 梅原ヤヱ（梅原良の妻）[6]
- 四男 梅原経世（梅原良の養子）[6]